# Saint-Priest-la-Vêtre
Saint-Priest-la-Vêtre – miejscowość i gmina we Francji, w regionie Owernia-Rodan-Alpy, w departamencie Loara.
Według danych na rok 1990 gminę zamieszkiwało 120 osób, a gęstość zaludnienia wynosiła 23 osób/km² (wśród 2880 gmin regionu Rodan-Alpy Saint-Priest-la-Vêtre plasuje się na 1501. miejscu pod względem liczby ludności, natomiast pod względem powierzchni na miejscu 1499.).